# Mikel Oyarzabal Ugarte
Mikel Oyarzabal Ugarte (Eibar, Guipúscoa, 21 d'abril de 1997) és un futbolista professional basc que juga per la Reial Societat com a extrem esquerre. És internacional amb la selecció espanyola.

## Carrera de club
Oyarzabal va ingressar al planter de la Reial Societat el 2011, a 14 anys. Encara en edat júnior, va debutar com a sènior amb la Reial Societat B el 15 de novembre de 2014, entrant com a suplent a la segona part en una victòria per 3–2 a fora contra la SD Amorebieta a la Segona Divisió B.
El 20 de setembre de 2015, Oyarzabal va marcar els seus primers gols com a sènior, dos, en una victòria per 5–0 a fora contra el CD Mensajero. Va debutar amb el primer equip, i a La Liga, el 25 d'octubre, substituint Carlos Vela als darrers minuts d'una victòria per 4–0 contra el Llevant UE.
El 8 de febrer de 2016, Oyarzabal va marcar el seu primer gol amb la Reial Societat en una victòria per 5–0 a fora contra el RCD Espanyol. Sis dies després, poc després d'haver ampliat el seu contracte fins al 2021, va marcar un doblet per contribuir a vèncer el Granada CF 3–0 a l'Estadi d'Anoeta.
El 19 d'agost de 2016, Oyarzabal va ampliar més el seu contracte fins al 2022.

## Internacional
Oyarzabal ha representat Espanya jugant amb la selecció espanyola sub-18 i la sub-19. El 17 de maig de 2016, a només 19 anys, fou convocat amb la selecció absoluta per disputar un amistós contra Bòsnia i Hercegovina. Dotze dies més tard, va substituir Nolito a l'hora de joc, en una victòria per 3–1 a Suïssa.

## Palmarès
Reial Societat
- 1 Copa del Rei: 2019-20

Selecció espanyola
- 1 Eurocopa: 2024[13]
- 1 Campionat d'Europa sub-21: 2019